# Чемпионат Европы по водным видам спорта 1999
24-й чемпионат Европы по водным видам спорта проходил в Стамбуле (Турция) с 22 июля по 1 августа 1999 года. Стамбул впервые в истории принимал чемпионат Европы по водным видам спорта.
Программа соревнований включала в себя плавание (38 комплектов наград), прыжки в воду (10 комплектов наград), синхронное плавание (3 комплекта наград) и плавание на открытой воде (4 комплекта наград). Всего разыграли 55 комплектов наград.
Впервые в истории европейских чемпионатов были проведены заплывы на дистанциях 50 метров на спине, 50 метров брассом и 50 метров баттерфляем.

## Общий медальный зачёт
| Место | Страна         | Золото | Серебро | Бронза | Всего |
| ----- | -------------- | ------ | ------- | ------ | ----- |
| 1     | Германия       | 12     | 13      | 11     | 36    |
| 2     | Россия         | 10     | 9       | 5      | 24    |
| 3     | Нидерланды     | 9      | 2       | 2      | 13    |
| 4     | Украина        | 5      | 3       | 3      | 11    |
| 5     | Швеция         | 3      | 5       | 3      | 11    |
| 6     | Великобритания | 3      | 4       | 6      | 13    |
| 7     | Франция        | 3      | 3       | 6      | 12    |
| 8     | Венгрия        | 3      | 1       | 1      | 5     |
| 9     | Италия         | 2      | 4       | 6      | 12    |
| 10    | Румыния        | 2      | 4       | 3      | 9     |
| 11    | Испания        | 2      | 4       | 0      | 6     |
| 12    | Дания          | 1      | 0       | 0      | 1     |
| 13    | Хорватия       | 0      | 3       | 0      | 3     |
| 14    | Израиль        | 0      | 1       | 1      | 2     |
| 15    | Польша         | 0      | 0       | 3      | 3     |
| 16    | Финляндия      | 0      | 0       | 2      | 2     |
| 17    | Беларусь       | 0      | 0       | 1      | 1     |
| 17    | Бельгия        | 0      | 0       | 1      | 1     |
| 17    | Словения       | 0      | 0       | 1      | 1     |
| 17    | Чехия          | 0      | 0       | 1      | 1     |
|       | Всего          | 55     | 56      | 55     | 166   |

## Плавание

### Мужчины
| Дисциплины                     | Золото                                                                                   | Золото   | Серебро                                                                       | Серебро  | Бронза | Бронза   |
| ------------------------------ | ---------------------------------------------------------------------------------------- | -------- | ----------------------------------------------------------------------------- | -------- | --- | -------- |
| 50 м вольный стиль             | Питер ван ден Хогенбанд · Нидерланды                                                     | 22.06    | Лоренцо Висмара · Италия                                                      | 22.21    | Александр Попов · Россия | 22.32    |
| 100 м вольный стиль            | Питер ван ден Хогенбанд · Нидерланды                                                     | 48.47    | Александр Попов · Россия                                                      | 48.82    | Ларс Фрёландер · Швеция | 49.40    |
| 200 м вольный стиль            | Питер ван ден Хогенбанд · Нидерланды                                                     | 1:47.09  | Пол Палмер · Великобритания                                                   | 1:48.01  | Массимилиано Розолино · Италия | 1:48.37  |
| 400 м вольный стиль            | Пол Палмер · Великобритания                                                              | 3:48.12  | Эмилиано Брембилья · Италия                                                   | 3:48.50  | Драгош Коман · Румыния | 3:49.04  |
| 1500 м вольный стиль           | Игорь Снитко · Украина                                                                   | 15:07.19 | Драгош Коман · Румыния                                                        | 15:13.10 | Сильвен Крос · Франция | 15:18.26 |
|                                |                                                                                          |          |                                                                               |          | |          |
| 50 м на спине                  | Стев Телоке · Германия                                                                   | 25.66    | Томас Руппрат · Германия                                                      | 25.94    | Мариуш Сиембида · Польша | 26.07    |
| 100 м на спине                 | Стев Телоке · Германия                                                                   | 55.16    | Гордан Кожуль · Хорватия                                                      | 55.84    | Эйтхан Урбах · Израиль | 55.87    |
| 200 м на спине                 | Ральф Браун · Германия                                                                   | 1:59.74  | Гордан Кожуль · Хорватия                                                      | 2:00.07  | Эмануэле Меризи · Италия | 2:00.50  |
|                                |                                                                                          |          |                                                                               |          | |          |
| 50 м брасс                     | Марк Варнеке · Германия                                                                  | 27.95    | Олег Лисогор · Украина                                                        | 28.21    | Карой Гюттлер · Венгрия | 28.29    |
| 100 м брасс                    | Доменико Фиораванти · Италия                                                             | 1:01.34  | Марк Варнеке · Германия                                                       | 1:01.97  | Стефан Перро · Франция | 1:02.08  |
| 200 м брасс                    | Стефан Перро · Франция                                                                   | 2:12.46  | Дмитрий Коморников · Россия                                                   | 2:12.88  | Йон Бернар · Франция | 2:12.96  |
|                                |                                                                                          |          |                                                                               |          | |          |
| 50 м баттерфляй                | Питер ван ден Хогенбанд · Нидерланды                                                     | 23.89    | Милош Милошевич · Хорватия                                                    | 24.17    | Марк Фостер · Великобритания · Ларс Фрёландер · Швеция | 24.39    |
| 100 м баттерфляй               | Ларс Фрёландер · Швеция                                                                  | 52.61    | Джеймс Хикман · Великобритания                                                | 52.97    | Денис Силантьев · Украина | 53.04    |
| 200 м баттерфляй               | Франк Эспозито · Франция                                                                 | 1:57.20  | Денис Силантьев · Украина                                                     | 1:57.29  | Анатолий Поляков · Россия | 1:57.89  |
|                                |                                                                                          |          |                                                                               |          | |          |
| 200 м комплекс                 | Марсель Воуда · Нидерланды                                                               | 2:01.43  | Массимилиано Розолино · Италия                                                | 2:01.46  | Яни Сиевинен · Финляндия | 2:02.11  |
| 400 м комплекс                 | Фредерик Хвиид · Испания                                                                 | 4:17.16  | Майкл Халика · Израиль                                                        | 4:17.49  | Марсель Воуда · Нидерланды | 4:18.26  |
|                                |                                                                                          |          |                                                                               |          | |          |
| Эстафета 4×100 м вольный стиль | Нидерланды · Питер ван ден Хогенбанд · Йохан Кенкхёйс · Марк Венс · Марсель Воуда        | 3:16.27  | Россия · Денис Пиманков · Дмитрий Чернышов · Сергей Ашихмин · Александр Попов | 3:19.49  | Германия · Кристиан Келлер · Ларс Мерзебург · Кристиан Трёгер · Ларс Конрад                                                                                       | 3:20.20  |
| Эстафета 4×200 м вольный стиль | Германия · Кристиан Келлер · Штефан Поль · Михаэль Кидель · Ларс Конрад                  | 7:19.63  | Великобритания · Эдвард Синклер · Джеймс Солтер · Гэвин Медоуз · Пол Палмер   | 7:19.91  | Россия · Андрей Капралов · Дмитрий Чернышов · Максим Коршунов · Дмитрий Кузьмин                                                                                   | 7:25.36  |
| Комбиниров. эстафета 4×100 м   | Нидерланды · Питер ван ден Хогенбанд · Клас-Эрик Зверинг · Стефан Артсен · Марсель Воуда | 3:39.52  | Германия · Кристиан Келлер · Марк Варнеке · Кристиан Трёгер · Стев Телоке     | 3:40.15  | Россия · Сергей Остапчук · Дмитрий Коморников · Владислав Куликов · Александр Попов · Швеция · Маттиас Олин · Патрик Исакссон · Даниель Карлссон · Ларс Фрёландер | 3:41.18  |

### Женщины
| Дисциплины                     | Золото                                                                                | Золото  | Серебро                                                                                | Серебро | Бронза                                                                         | Бронза  |
| ------------------------------ | ------------------------------------------------------------------------------------- | ------- | -------------------------------------------------------------------------------------- | ------- | ------------------------------------------------------------------------------ | ------- |
| 50 м вольный стиль             | Инге де Брюин · Нидерланды                                                            | 24.99   | Тереза Альсхаммар · Швеция                                                             | 25.30   | Элисон Шеппард · Великобритания                                                | 25.33   |
| 100 м вольный стиль            | Сью Рольф · Великобритания                                                            | 55.03   | Инге де Брюин · Нидерланды                                                             | 55.24   | Сандра Фёлькер · Германия                                                      | 55.36   |
| 200 м вольный стиль            | Камелия Потек · Румыния                                                               | 1:58.79 | Керстин Кильгасс · Германия                                                            | 2:00.09 | Наталья Барановская · Беларусь                                                 | 2:00.18 |
| 400 м вольный стиль            | Камелия Потек · Румыния                                                               | 4:08.09 | Керстин Кильгасс · Германия                                                            | 4:08.57 | Яна Клочкова · Украина                                                         | 4:10.11 |
| 800 м вольный стиль            | Ханна Штокбауэр · Германия                                                            | 8:33.79 | Кирстен Влигхёйс · Нидерланды                                                          | 8:35.19 | Яна Хенке · Германия                                                           | 8:37.06 |
|                                |                                                                                       |         |                                                                                        |         |                                                                                |         |
| 50 м на спине                  | Сандра Фёлькер · Германия                                                             | 28.71   | Нина Живаневская · Испания                                                             | 29.02   | Метка Шпаровец · Словения                                                      | 29.25   |
| 100 м на спине                 | Сандра Фёлькер · Германия                                                             | 1:01.39 | Нина Живаневская · Испания                                                             | 1:01.98 | Роксана Марасиняню · Франция                                                   | 1:02.47 |
| 200 м на спине                 | Роксана Марасиняню · Франция                                                          | 2:11.94 | Юлия Фоменко · Россия · Кэтлин Рунд · Германия                                         | 2:13.33 |                                                                                |         |
|                                |                                                                                       |         |                                                                                        |         |                                                                                |         |
| 50 м брасс                     | Агнеш Ковач · Венгрия                                                                 | 31.44   | Зоэ Бейкер · Великобритания                                                            | 31.53   | Янне Шеффер · Германия                                                         | 32.22   |
| 100 м брасс                    | Агнеш Ковач · Венгрия                                                                 | 1:08.75 | Светлана Бондаренко · Украина                                                          | 1:09.33 | Бриджит Беке · Бельгия                                                         | 1:10.23 |
| 200 м брасс                    | Агнеш Ковач · Венгрия                                                                 | 2:27.12 | Беатрис Кэшлару · Румыния                                                              | 2:27.80 | Алиция Пенчак · Польша                                                         | 2:28.93 |
|                                |                                                                                       |         |                                                                                        |         |                                                                                |         |
| 50 м баттерфляй                | Анна-Карин Каммерлинг · Швеция                                                        | 26.29   | Йоханна Сьёберг · Швеция                                                               | 26.93   | Шанталь Грот · Нидерланды                                                      | 27.41   |
| 100 м баттерфляй               | Инге де Брюин · Нидерланды                                                            | 58.49   | Йоханна Сьёберг · Швеция                                                               | 58.97   | Диана Мокану · Румыния                                                         | 1:00.02 |
| 200 м баттерфляй               | Метте Якобсен · Дания                                                                 | 2:10.40 | Мария Пелаэс · Испания                                                                 | 2:11.49 | Отыля Енджейчак · Польша                                                       | 2:11.60 |
|                                |                                                                                       |         |                                                                                        |         |                                                                                |         |
| 200 м комплекс                 | Яна Клочкова · Украина                                                                | 2:14.02 | Беатрис Кэшлару · Румыния                                                              | 2:15.12 | Сабина Хербст · Германия                                                       | 2:16.95 |
| 400 м комплекс                 | Яна Клочкова · Украина                                                                | 4:38.14 | Беатрис Кэшлару · Румыния                                                              | 4:40.98 | Хана Черна · Чехия                                                             | 4:45.45 |
|                                |                                                                                       |         |                                                                                        |         |                                                                                |         |
| Эстафета 4×100 м вольный стиль | Германия · Антье Бушшульте · Франциска ван Альмсик · Катрин Майсснер · Сандра Фёлькер | 3:40.87 | Швеция · Тереза Альсхаммар · Луиза Йонке · Малин Сванстрём · Юсефин Лилльхаге          | 3:43.07 | Великобритания · Сью Рольф · Карен Пикеринг · Клэр Хаддарт · Элисон Шеппард    | 3:43.55 |
| Эстафета 4×200 м вольный стиль | Германия · Керстин Кильгасс · Франциска ван Альмсик · Ханна Штокбауэр · Сильвия Шалаи | 8:01.66 | Швеция · Йоханна Сьёберг · Луиза Йонке · Малин Сванстрём · Юсефин Лилльхаге            | 8:07.37 | Румыния · Симона Пэдурару · Иоана Дьяконеску · Беатрис Кэшлару · Камелия Потек | 8:07.75 |
| Комбиниров. эстафета 4×100 м   | Швеция · Тереза Альсхаммар · Малин Сванстрём · Йоханна Сьёберг · Мария Эстлинг        | 4:07.52 | Германия · Сильвия Пульфрих · Франциска ван Альмсик · Катрин Майсснер · Сандра Фёлькер | 4:07.79 | Великобритания · Сью Рольф · Карен Пикеринг · Кати Секстон · Зоэ Бейкер        | 4:09.18 |

## Плавание на открытой воде

### Мужчины
| Дисциплины | Золото                      | Золото    | Серебро                  | Серебро   | Бронза                   | Бронза    |
| ---------- | --------------------------- | --------- | ------------------------ | --------- | ------------------------ | --------- |
| 5 км       | Евгений Безрученко · Россия | 59:08.1   | Алексей Акатьев · Россия | 59:13.5   | Самуэле Пампана · Италия | 59:16.1   |
| 25 км      | Алексей Акатьев · Россия    | 5:11:06.6 | Антон Саначев · Россия   | 5:11:59.7 | Андре Вилде · Германия   | 5:12:40.8 |

### Женщины
| Дисциплины | Золото                   | Золото    | Серебро               | Серебро   | Бронза                   | Бронза    |
| ---------- | ------------------------ | --------- | --------------------- | --------- | ------------------------ | --------- |
| 5 км       | Пегги Бюше · Германия    | 1:01:56.6 | Виола Валли · Италия  | 1:01:57.8 | Бритта Камрау · Германия | 1:02:00.6 |
| 25 км      | Ангела Маурер · Германия | 5:58:28.3 | Ольга Гусева · Россия | 5:59:30.5 | Бритта Камрау · Германия | 5:59:33.2 |

## Прыжки в воду

### Мужчины
| Дисциплины              | Золото                                    | Золото | Серебро                                     | Серебро | Бронза                                         | Бронза |
| ----------------------- | ----------------------------------------- | ------ | ------------------------------------------- | ------- | ---------------------------------------------- | ------ |
| Трамплин 1 м            | Хосе Мигель Хил · Испания                 | 396.66 | Андреас Вельс · Германия                    | 395.97  | Стефан Аренс · Германия                        | 367.68 |
| Трамплин 3 м            | Тони Алли · Великобритания                | 415.62 | Имре Лендьель · Венгрия                     | 402.30  | Юкка Пиекканен · Финляндия                     | 395.70 |
| Вышка 10 м              | Дмитрий Саутин · Россия                   | 435.87 | Хайко Майер · Германия                      | 426.18  | Роман Володьков · Украина                      | 416.52 |
| Синхронный трамплин 3 м | Никола Маркони · Дональд Миранда · Италия | 303.24 | Александер Меш · Хольгер Шлеппс · Германия  | 299.79  | Марк Шипман · Тони Алли · Великобритания       | 296.01 |
| Синхронная вышка 10 м   | Ян Хемпель · Хайко Майер · Германия       | 320.46 | Игорь Лукашин · Владимир Тимошинин · Россия | 318.39  | Леон Тейлор · Питер Уотерфилд · Великобритания | 295.44 |

### Женщины
| Дисциплины              | Золото                                            | Золото | Серебро                                | Серебро | Бронза                                   | Бронза |
| ----------------------- | ------------------------------------------------- | ------ | -------------------------------------- | ------- | ---------------------------------------- | ------ |
| Трамплин 1 м            | Вера Ильина · Россия                              | 283.41 | Ирина Лашко · Россия                   | 277.59  | Конни Шмальфус · Германия                | 265.11 |
| Трамплин 3 м            | Вера Ильина · Россия                              | 312.39 | Ирина Лашко · Россия                   | 293.67  | Конни Шмальфус · Германия                | 293.55 |
| Вышка 10 м              | Елена Жупина · Украина                            | 338.28 | Долорес Саэс · Испания                 | 329.22  | Светлана Тимошинина · Россия             | 307.53 |
| Синхронный трамплин 3 м | Анна Сорокина · Елена Жупина · Украина            | 285.15 | Симона Кох · Конни Шмальфус · Германия | 281.10  | Одиль Арболь-Сушон · Жюли Дано · Франция | 262.68 |
| Синхронная вышка 10 м   | Евгения Ольшевская · Светлана Тимошинина · Россия | 272.46 | Уте Ветциг · Анке Пипер · Германия     | 264.69  | Одиль Арболь-Сушон · Жюли Дано · Франция | 254.94 |

## Синхронное плавание
| Дисциплины | Золото | Золото | Серебро | Серебро | Бронза | Бронза |
| ---------- | --- | ------ | --- | ------- | --- | ------ |
| Соло       | Ольга Брусникина · Россия | 99.100 | Виржини Дидье · Франция | 97.900  | Джованна Бурландо · Италия | 97.100 |
| Дуэты      | Ольга Брусникина · Мария Киселёва · Россия                                                                                                   | 99.300 | Виржини Дидье · Мириам Линьо · Франция                                                                                                | 97.900  | Джованна Бурландо · Мауриция Чеккони · Италия                                                                                                | 96.600 |
| Группы     | Россия · Ольга Брусникина · Мария Киселёва · Елена Азарова · Ольга Новокщёнова · Елена Соя · Ольга Васюкова · Юлия Васильева · Ирина Першина | 99.080 | Франция · Виржини Дидье · Мириам Линьо · Шарлотт Масардье · Магали Ратье · Аньес Берте · Кати Жоффруа · Синтия Буйе · Рашель Ле Бозек | 97.480  | Италия · Джованна Бурландо · Мауриция Чеккони · Алессия Луккини · Джада Баллан · Серена Бьянки · Мара Брунетти · Кьяра Кассин · Симона Кьяри | 96.240 |